# Lepanthes mimetica
Lepanthes mimetica är en orkidéart som beskrevs av Leslie Andrew Garay och Galfrid Clement Keyworth Dunsterville. Lepanthes mimetica ingår i släktet Lepanthes och familjen orkidéer.
Artens utbredningsområde är Venezuela. Inga underarter finns listade i Catalogue of Life.